# Florida 135
La Florida 135 és una discoteca de música electrònica de Fraga. És considerada una de la discoteques en funcionament més antigues del país. Fundada el 1942 per Juan Arnau Ibarz, encara avui és propietat de la família Arnau, la mateixa que va crear i dirigeix d'ençà el 1993 el Monegros Desert Festival a Campdàsens i la discoteca Elrow a Viladecans el 2008.

## Història
Al llarg de la seva història la discoteca ha rebut diversos noms i també diferents funcions. Al principi va ser inaugurada com a sala de cinema el 1942 per Joan Arnau i Francesca Ibarz, un matrimoni que va haver de marxar d'Aitona perquè les seves famílies desaprovaven el seu casament per diferències ideològiques (els Arnau eren republicans, mentre que els Ibarz eren monàrquics). Van denominar el seu establiment Cinemes Florida perquè un amic del matrimoni tenia el Bar Califòrnia el qual era força rendible, fet que els va animar a emprar el nom d'un estat nord-americà.
El 1952, el fill de Joan i Francesca, Joan Arnau, es va casar amb Pilar Duran, filla dels propietaris d'una sala de cinema rival a Fraga, els Cinemes Victòria. Gràcies a això, es van fusionar els dos negocis. Joan Arnau va idear posteriorment una sala de ball annexa al cinema anomenada Garden Terrace Florida i, més tard, Saloon Florida, on van actuar grans noms del món de l'espectacle com les orquestres de Xavier Cugat, procedents de Las Vegas, o Antonio Machín, que hi va actuar el 24 d'agost del 1953.
El 1973 aquest Saloon reobriria com a Florida Discotheque Fraga, substituint les orquestres per punxadiscos. El 1976 patí un terrible incendi. El 1985, va ser clau la remodelació del club que duria a terme el prestigiós interiorista català Xavier Regàs, qui també va dissenyar les discoteques Sunset de Madrid, Barbella i Babels de Palma i Boccacio (on es reunia la gauche divine) de Barcelona, entre d'altres. Va ser llavors quan fou reanomenada com Florida 135, en honor al carrer 135 del Bronx de Nova York. Va ser Regàs l'encarregat d'ambientar el club en el Bronx, inspirant-se en les pel·lícules West Side Story (1961) i Blade Runner (1982).
Any rere any, la Florida 135 es va anar forjant com una de les discoteques de música electrònica més icòniques d'Europa. A la Florida 135 s'escoltaven les noves tendències de música disco, electropop, goa trance, acid-house i màkina. En les darreres dècades el seu estil musical s'enfocà específicament en la música house i el techno. El 2013, els grafiters barcelonins Aryz i Pepe Vicio van embellir la façana del club, fet que suposa 900 m² de superfície pintada.